# Amt Bieber
Das Amt Bieber, auch: Bieberer Grund, war ein Amt in der Grafschaft Hanau-Münzenberg und dann dem Fürstentum Hanau und der Provinz Hanau im Kurfürstentum Hessen. Es stammte aus der Rienecker Erbschaft.

## Funktion
In der Frühen Neuzeit waren Ämter eine Ebene zwischen den Gemeinden und der Landesherrschaft. Die Funktionen von Verwaltung und Rechtsprechung waren hier nicht getrennt. Dem Amt stand ein Amtmann vor, der von der Landesherrschaft eingesetzt wurde. 

## Geschichte
1333 starb der Bruder der Mutter Ulrichs II. von Hanau, Graf Ludwig V. von Rieneck, womit diese Linie der Grafen von Rieneck erlosch. Durch ein Abkommen zwischen dem Verstorbenen und Ulrich I. von Hanau aus dem Jahr 1296 waren Hanau die Lehenanwartschaften des Rieneckers übertragen. Allerdings hatte Ludwig V. 1329 verfügt, dass seine Tochter Udelhilt das Erbe antreten solle. Aus dieser Konstellation entwickelte sich ein umfangreicher Erbstreit, an dem sich auch andere Linien des Rienecker Hauses und die größten Lehensherren, Kurmainz und das Hochstift Würzburg, beteiligen. Letztendlich aber gelang es Ulrich II. unter anderem wenigstens die Hälfte des Amtes Bieber von Kurmainz als Lehen zu erhalten. Das Amt Bieber wurde dadurch ein Kondominat, zunächst zwischen den Grafen von Rieneck und den Herren von Hanau, das beide je zur ideellen Hälfte als Lehensnehmer von Kurmainz innehatten. Als Graf Philipp III. von Rieneck, letztes männliches Mitglied seiner Familie, am 3. September 1559 starb, fiel dessen Teil an Kurmainz zurück. Das Kondominat bestand nun zwischen Kurmainz und der Grafschaft Hanau-Münzenberg, wobei die Hanauer Hälfte daran weiter ein Lehen von Kurmainz war. 1684 fiel die Mainzer Hälfte – auch als Lehen von Mainz – im Tausch gegen die hanauische Hälfte des ebenfalls mit Mainz gemeinschaftlichen Amtes Partenstein komplett an die Grafschaft Hanau.
Zwischen 1598 und 1629 kam es im Amt Biebergemünd zu einer Reihe von Hexenprozessen, 36 sind durch erhaltene Unterlagen nachgewiesen, nicht bei allen ist der Ausgang bekannt. Die meisten endeten nach Folter und Geständnis durch Verbrennen auf dem Scheiterhaufen. Einzelne Fällen endeten mit einer „Begnadigung“ durch Hinrichtung mit dem Schwert und anschließendem Verbrennen der Leiche oder mussten nach dem Suizid der Angeklagten eingestellt werden.
1736 starb mit Graf Johann Reinhard III. der letzte Graf von Hanau und die Grafschaft Hanau-Münzenberg fiel an die Landgrafschaft Hessen-Kassel. 1821 kam es in der ehemaligen, nun „Kurfürstentum Hessen“ genannten Landgrafschaft, zu einer grundlegenden Verwaltungsreform. Das Amt Bieber wurde dem neu gebildeten Kreis Gelnhausen zugeschlagen. Mit der Gebietsreform in Hessen ging dieser Landkreis dann 1974 im Main-Kinzig-Kreis auf.

## Bergbau
Bedeutend war das Amt durch den Bergbau, eine wesentliche Einnahmequelle der Grafschaft Hanau im 18. Jahrhundert. Der in einem Rechtsakt zwischen Kurmainz und Hanau erstmals 1494 erwähnte Bergbau konzentrierte sich auf Kupfer, Silber und Blei. Führend im Bergbau des Amtes war die Familie Cancrin. Sie führte das seit 1739 staatliche Berg- und Hüttenwesen von 1741 bis 1790. Erst in dieser Zeit wurde der Bergbau in Bieber bedeutender als andere kleine Bergbaugebiete im Spessart. Zeitweise waren zwischen 400 und 500 Menschen beschäftigt. Das Silber wurde zwischen 1754 und 1803 in Kassel und Hanau zu Münzen, den Bieberer Ausbeutetalern (und -gulden), geprägt. Insgesamt sollen davon ca. 40.000 bis 45.000 ausgegeben worden sein. Der Kupferbergbau wurde bald nach 1802 wegen Erschöpfung der Lagerstätten eingestellt.

## Bestandteile

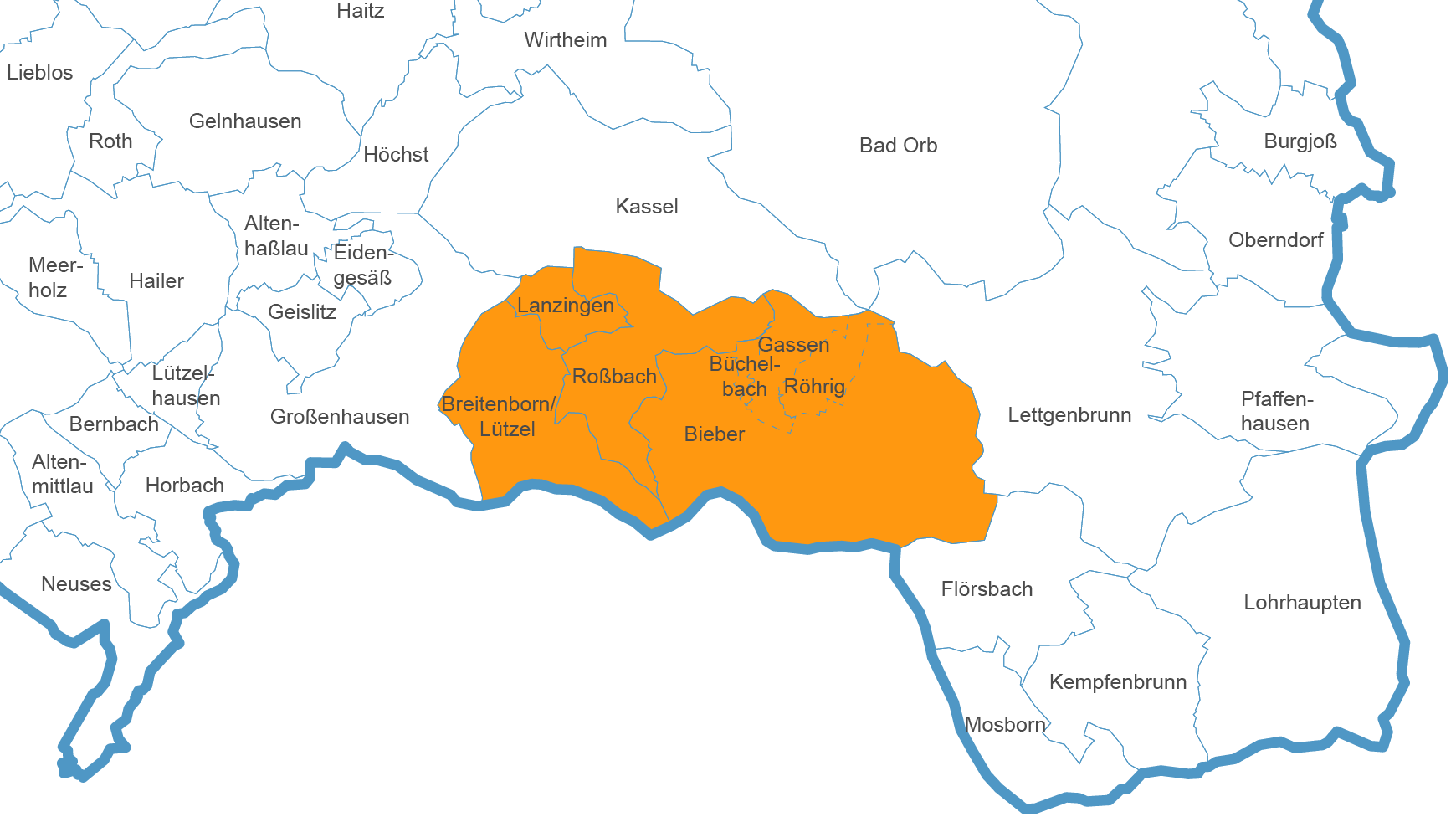

Zu dem Amt Bieber gehörten die Dörfer
- Bieber
  - Büchelbach (heute Teil des Ortsteils Bieber)
  - Gassen (heute Teil des Ortsteils Bieber)
  - Röhrig (heute Teil des Ortsteils Bieber)

- Breitenborn/Lützel
  - Breitenborn A. B.
  - Lützel

- Roßbach
- Lanzingen
- Rodenhof (Wüstung)

## Einwohnerentwicklung
- 1632[5]: 134 Familien
- 1707: 154 Familien
- 1754: 1.121 Einwohner